# Menno Vloon
Menno Vloon (ur. 11 maja 1994 w Zaanstad) – holenderski lekkoatleta, skoczek o tyczce, olimpijczyk (2021, 2024).
Na początku kariery uprawiał także wieloboje.
W 2012 nie awansował do finałowego konkursu skoku o tyczce podczas mistrzostw świata juniorów. Ósmy zawodnik młodzieżowego czempionatu Europy (2015). Rok później bez awansu do finału startował na mistrzostwach Europy w Amsterdamie.
W 2025, wspólnie z Emanuilem Karalisem zostali halowymi mistrzami Starego Kontynentu.
Złoty medalista mistrzostw Holandii oraz reprezentant kraju na drużynowych mistrzostwach Europy.
Rekordy życiowe: stadion – 5,92 (1 września 2024 oraz 27 lipca 2025, Berlin) rekord Holandii; hala – 5,96 (27 lutego 2021, Aubière) rekord Holandii.

## Osiągnięcia
| Rok  | Impreza                                 | Miejsce   | Pozycja           | Wynik |
| ---- | --------------------------------------- | --------- | ----------------- | ----- |
| 2011 | Olimpijski festiwal młodzieży Europy    | Trabzon   | 9. miejsce        | 4,65  |
| 2012 | Mistrzostwa świata juniorów             | Barcelona | el. – 17. miejsce | 4,95  |
| 2015 | I liga drużynowych mistrzostw Europy    | Heraklion | 5. miejsce        | 5,30  |
| 2015 | Młodzieżowe mistrzostwa Europy          | Tallinn   | 8. miejsce        | 5,30  |
| 2016 | Mistrzostwa Europy                      | Amsterdam | el. – 17. miejsce | 5,35  |
| 2017 | Superliga drużynowych mistrzostw Europy | Lille     | 6. miejsce        | 5,30  |
| 2017 | Mistrzostwa świata                      | Londyn    | el. –             | NH    |
| 2019 | Mistrzostwa świata                      | Doha      | el. –             | DNS   |
| 2021 | Halowe mistrzostwa Europy               | Toruń     | 5. miejsce        | 5,70  |
| 2021 | Igrzyska olimpijskie                    | Tokio     | 13. miejsce       | 5,55  |
| 2022 | Halowe mistrzostwa świata               | Belgrad   | 5. miejsce        | 5,75  |
| 2022 | Mistrzostwa świata                      | Eugene    | –                 | NM    |
| 2022 | Mistrzostwa Europy                      | Monachium | –                 | NM    |
| 2023 | Halowe mistrzostwa Europy               | Stambuł   | el. – 11. miejsce | 5,55  |
| 2023 | I dywizja drużynowych mistrzostw Europy | Chorzów   | 1. miejsce        | 5,85  |
| 2023 | Mistrzostwa świata                      | Budapeszt | el. – 16. miejsce | 5,70  |
| 2024 | Halowe mistrzostwa świata               | Glasgow   | 8. miejsce        | 5,65  |
| 2024 | Mistrzostwa Europy                      | Rzym      | 8. miejsce        | 5,75  |
| 2024 | Igrzyska olimpijskie                    | Paryż     | 11. miejsce       | 5,70  |
| 2025 | Halowe mistrzostwa Europy               | Apeldoorn | 1. miejsce        | 5,90  |
| 2025 | Halowe mistrzostwa świata               | Nankin    | 4. miejsce        | 5,80  |
| 2025 | I dywizja drużynowych mistrzostw Europy | Madryt    | 1. miejsce        | 5,80  |